# 久野城 (遠江国)
久野城（くのじょう）は、静岡県袋井市鷲巣にあった日本の城。座王城、蔵王城、鷲之巣城ともいう。1979年（昭和54年）10月1日付で袋井市指定史跡に指定。

## 概要と歴史
久野城は、東の掛川市と西の森町の間に割って入るように南北に伸び、袋井市の鷲巣地区に達する宇刈丘陵の南端部に位置し、標高34メートルのピークを本曲輪とする。
『尾張久野氏系図』や『菅ヶ谷久能氏系図』によると、久野城は明応年間（1492年～1501年）に久野宗隆によって築かれたとされるが、確証は無い。
永禄11年（1568年）、遠江国に侵攻した武田氏の家臣秋山虎繁が久野城を攻め落とすべく平宇に陣取ると、城主の久野宗能は城兵を率いて鼻欠淵で武田勢と交戦した。
翌永禄12年（1569年）、徳川家康が今川氏真の立て籠もる掛川城を攻めた際、久野城は徳川方の橋頭堡となった。このとき久野一族は徳川方と今川方に分裂するが、惣領である宗能は家康に従った。
天正11年（1590年）8月、宗能が徳川家康の関東転封に伴って下総国佐倉に移ると、久野城には松下之綱が入城した。
その後、息子の重綱が跡を継いで久野藩を立藩するが、慶長8年（1603年）、常陸国小張藩に転封されると宗能の孫である宗成が城主を務めた。
元和5年（1619年）、宗成が主君・徳川頼宣の紀州転封に従って田丸城代になると、下野国富田藩から転封となった北条氏重が新たな城主となるが、寛永17年（1640年）に常陸国関宿藩に転封されると、久野城はそのまま廃城となった。